# Col de Bretaye
Col de Bretaye är ett bergspass i Schweiz. Det ligger i distriktet Aigle och kantonen Vaud, i den sydvästra delen av landet, 80 km söder om huvudstaden Bern. Col de Bretaye ligger 1 805 meter över havet.